# Communauté de communes des Bastides en Haut-Agenais Périgord
La communauté de communes des Bastides en Haut Agenais Périgord (ou CCBHAP) est une communauté de communes française, située dans le département de Lot-et-Garonne et la région Nouvelle-Aquitaine.

## Historique
La communauté de communes  a été créée le 1er janvier 2013, à la suite de la fusion de la Communauté de communes du canton de Castillonnès, de la Communauté de communes Bastide et Châteaux en Guyenne, de la Communauté de communes du Pays Villeréalais  auxquelles se sont jointes les communes de Boudy-de-Beauregard, Bournel, Parranquet, Rives, Saint-Martin-de-Villeréal et Tourliac, qui n'étaient membres d'aucune intercommunalité.
Cette constitution a été formalisée par un arrêté préfectoral du 28 décembre 2012 qui a pris effet le 31 décembre 2012.

## Territoire communautaire

### Géographie
La Communauté de Communes des Bastides en Haut Agenais Périgord  est un territoire situé à une quarantaine de kilomètres au nord d'Agen essentiellement rural du Lot-et-Garonne d’une superficie de 674,2 km2 et regroupant 43 communes. Il dispose d'atouts touristiques importants.
Sa population stagne depuis des décennies, et la croissance récente est réalisé grâce à un solde migratoire positif.

### Composition
La communauté de communes est composée des 43 communes suivantes :

| Nom                        | Code Insee | Gentilé          | Superficie (km2) | Population (dernière pop. légale) | Densité (hab./km2) |
| -------------------------- | ---------- | ---------------- | ---------------- | --------------------------------- | ------------------ |
| Monflanquin (siège)        | 47175      | Monflanquinois   | 62,21            | 2 358 (2022)                      | 38                 |
| Beaugas                    | 47023      | Beaugassiens     | 22,48            | 329 (2022)                        | 15                 |
| Boudy-de-Beauregard        | 47033      |                  | 10,07            | 397 (2022)                        | 39                 |
| Bournel                    | 47037      | Bournelois       | 14,7             | 252 (2022)                        | 17                 |
| Cahuzac                    | 47044      |                  | 8,04             | 310 (2022)                        | 39                 |
| Cancon                     | 47048      | Canconnais       | 24,49            | 1 366 (2022)                      | 56                 |
| Castelnaud-de-Gratecambe   | 47055      | Castelnaudais    | 17,23            | 516 (2022)                        | 30                 |
| Castillonnès               | 47057      | Castillonnésiens | 19,4             | 1 359 (2022)                      | 70                 |
| Cavarc                     | 47063      | Cavarcois        | 11,99            | 158 (2022)                        | 13                 |
| Dévillac                   | 47080      |                  | 9,25             | 157 (2022)                        | 17                 |
| Doudrac                    | 47083      | Doudracais       | 8,61             | 108 (2022)                        | 13                 |
| Douzains                   | 47084      |                  | 12,66            | 261 (2022)                        | 21                 |
| Ferrensac                  | 47096      | Ferrensacois     | 12,32            | 202 (2022)                        | 16                 |
| Gavaudun                   | 47109      | Gavaudunois      | 21,33            | 304 (2022)                        | 14                 |
| Lacaussade                 | 47124      | Caussadencs      | 10,28            | 208 (2022)                        | 20                 |
| Lalandusse                 | 47132      |                  | 9,37             | 221 (2022)                        | 24                 |
| Laussou                    | 47141      |                  | 17,15            | 275 (2022)                        | 16                 |
| Lougratte                  | 47152      | Lougrattais      | 20,45            | 422 (2022)                        | 21                 |
| Mazières-Naresse           | 47164      |                  | 8,93             | 99 (2022)                         | 11                 |
| Monbahus                   | 47170      | Monbahusiens     | 31,97            | 628 (2022)                        | 20                 |
| Monségur                   | 47178      |                  | 10,99            | 400 (2022)                        | 36                 |
| Montagnac-sur-Lède         | 47181      |                  | 19,55            | 271 (2022)                        | 14                 |
| Montauriol                 | 47183      |                  | 9,92             | 222 (2022)                        | 22                 |
| Montaut                    | 47184      | Montautais       | 14,19            | 255 (2022)                        | 18                 |
| Monviel                    | 47192      |                  | 6,23             | 77 (2022)                         | 12                 |
| Moulinet                   | 47193      |                  | 14,57            | 197 (2022)                        | 14                 |
| Pailloles                  | 47198      | Paillolais       | 9,16             | 314 (2022)                        | 34                 |
| Parranquet                 | 47200      | Parranquais      | 9,62             | 115 (2022)                        | 12                 |
| Paulhiac                   | 47202      | Paulhiacais      | 21,89            | 307 (2022)                        | 14                 |
| Rayet                      | 47219      |                  | 10,02            | 174 (2022)                        | 17                 |
| Rives                      | 47223      |                  | 12,79            | 195 (2022)                        | 15                 |
| Saint-Aubin                | 47230      |                  | 18,51            | 389 (2022)                        | 21                 |
| Saint-Étienne-de-Villeréal | 47240      |                  | 14,62            | 266 (2022)                        | 18                 |
| Saint-Eutrope-de-Born      | 47241      |                  | 38,28            | 683 (2022)                        | 18                 |
| Saint-Martin-de-Villeréal  | 47256      |                  | 8,22             | 105 (2022)                        | 13                 |
| Saint-Maurice-de-Lestapel  | 47259      | Saint-Mauriçois  | 7,79             | 107 (2022)                        | 14                 |
| Saint-Quentin-du-Dropt     | 47272      | Saint-Quentinois | 11,9             | 185 (2022)                        | 16                 |
| Salles                     | 47284      | Sallois          | 21,58            | 287 (2022)                        | 13                 |
| La Sauvetat-sur-Lède       | 47291      |                  | 14,14            | 638 (2022)                        | 45                 |
| Savignac-sur-Leyze         | 47295      |                  | 11,38            | 317 (2022)                        | 28                 |
| Sérignac-Péboudou          | 47299      |                  | 12,12            | 176 (2022)                        | 15                 |
| Tourliac                   | 47311      |                  | 9,83             | 140 (2022)                        | 14                 |
| Villeréal                  | 47324      | Villeréalais     | 13,92            | 1 265 (2022)                      | 91                 |

### Démographie
| 1968   | 1975   | 1982   | 1990   | 1999   | 2010   | 2015   | 2021   |
| ------ | ------ | ------ | ------ | ------ | ------ | ------ | ------ |
| 17 038 | 15 695 | 15 711 | 16 059 | 15 939 | 17 286 | 17 151 | 16 993 |

## Organisation

### Siège
Le siège de l'intercommunalité est à Monflanquin, 1 rue des cannelles.

### Élus
La communauté de communes est administrée par son conseil communautaire, composé pour le mandat 2020-2026 de 61 conseillers municipaux représentant chacune des  communes membres et répartis en fonction de leur population de la manière suivante : 

- 7 délégués pour Monflanquin ;

- 4 délégués pour Cancon, Castillonnes et Villeréal ;

- 2 délégués pour Sauvetat-sur-Lède, Monbahus et Saint-Eutrope-de-Born ;

- 1 délégué ou son suppléant pour les autres communes.
Au terme des élections municipales de 2020 en Lot-et-Garonne, le conseil communautaire recomposé réuni le 16 juillet 2020 a élu son nouveau président,  Auguste Florio, premier  maire-adjoint de Monflanquin, ainsi que ses 11 vice-présidents, qui sont: 
1. Elisabeth Pichard, maire de Cancon, chargée de l'enfance et de la petite enfance, culture. ;
2. Pierre Sicaud, maire de Castillonnès, chargé de l'économie ;
3. Guillaume Moliérac, maire de Villeréal, chargé de l'environnement ;
4. Yvon Setze, maire de Montagnac-sur-Lède, chargé des bâtiments communautaires ;
5. Jean-Marie Gary, maire de Monbahus, chargé de l'urbanisme et aménagement du territoire. ;
6. Laurent Delpech, maire de Cavarc, chargé de la voirie et des éspaces verts ;
7. Agnès Couderc, maire de Bournel, chargée de la santé ;
8. Marcel Calmette, maire de Pauilhac, chargé de la transition écologique et du numérique ;
9. Brigitte Payeras, maire de Beaugas, chargée du tourisme et de la communication ;
10. Christian Dieudonné, maire de Lalandusse, chargé du sport et de la jeunesse ;
11. Serge Bataillé, maire de Saint-Étienne-de-Villeréal, chargé de la voirie et des espaces verts.

### Liste des présidents
| Période       | Période                       | Identité          | Étiquette | Qualité                                    |
| ------------- | ----------------------------- | ----------------- | --------- | ------------------------------------------ |
| janvier 2013  | avril 2014                    | Françoise Laborde | UDF       | Maire de La Sauvetat-sur-Lède (1995 → )    |
| avril 2014    | juillet 2000                  | Laurence Rouchaud | LR        | Première adjointe au maire de Castillonnès |
| juillet 2020, | En cours (au 3 décembre 2020) | Auguste Florio    |           | Premier adjoint au maire de Monflanquin    |

### Compétences
L'intercommunalité exerce les compétences qui lui ont été transférées par les communes membres, dans les conditions définies par le code général des collectivités territoriales.

### Régime fiscal et budget
La communauté de communes est un établissement public de coopération intercommunale à fiscalité propre.
Afin de financer l'exercice de ses compétences, l'intercommunalité perçoit la fiscalité professionnelle unique (FPU) – qui a succédé à la taxe professionnelle unique (TPU) – et assure une péréquation de ressources entre les communes résidentielles et celles dotées de zones d'activité.
L'intercommunalité bénéficie d'une dotation globale de fonctionnement (DGF) bonifiée et  ne reverse pas de dotation de solidarité communautaire (DSC) à ses communes membres.

## Projets et réalisations
Conformément aux dispositions légales, une communauté de communes a pour objet d'associer des « communes au sein d'un espace de solidarité, en vue de l'élaboration d'un projet commun de développement et d'aménagement de l'espace ».